# Krasna Hora (Donetsk)
Krasna Hora (Oekraïens: Красна Гора; Russisch: Красная Гора) is een plaats in de Oekraïense oblast Donetsk. Ze ligt net ten noorden van de stad Bachmoet en werd in 2020 onderdeel van rajon Bachmoet.
De naam van de plaats betekent "Rode berg" en verwijst naar de heuvels van afgegraven rode klei die zijn ontstaan vanwege de productie van bakstenen. Krasna Hora werd in 1906 gesticht als een arbeidersnederzetting voor een zoutmijn.
Na de Russische invasie van Oekraïne in 2022 werd tijdens de slag om Bachmoet Krasna Hora zwaar aangevallen door Rusland. Oekraïense troepen trokken zich op 11 februari 2023 uit de nederzetting terug, waarna Rusland er de volledige controle kreeg.